# بازداشتگاه افسریه (قصر فیروزه)
بازداشتگاه افسریه (قصر فیروزه) که یک زندان نظامی در پادگان شهید کلاهدوز که ستاد فرماندهی یا ستاد مشترک کل سپاه پاسداران در آن قرار دارد و تحت کنترل سپاه پاسداران است یکی از اماکنی بود که از سوی سپاه برای سرکوب و شکنجه معترضان به نتیجه دهمین دورهٔ انتخابات ریاست جمهوری ایران به کار گرفته شد. برخی از سران اصلاحات از جمله سعید حجاریان و تاج زاده به گفته رسانه‌های اصلاح طلب در این بازداشتگاه نگهداری شدند.
مناطقی از شرق تهران، در محدوده شرق و شمال شرق محله قصر فیروزه محل سکونت و استقرار شمار زیادی از نیروهای آموزش‌دیده مسلح دولتی است. در تأسیسات و فروشگاه‌های این محلات، تابلوهای دوزبانه عربی و فارسی نیز به‌چشم می‌خورد.
در سراسر این بخش از تهران تابلوی «عکسبرداری ممنوع» نیز به‌چشم می‌خورد.
دقت شود:
بازداشتگاه افسریه (قصرفیروزه) در بخشی است که متعلق است به سپاه پاسداران و با قصر فیروزه که منازل سازمانی پرسنل نیروی هوایی ارتش است اشتباه نگردد.